# Elektroforeza

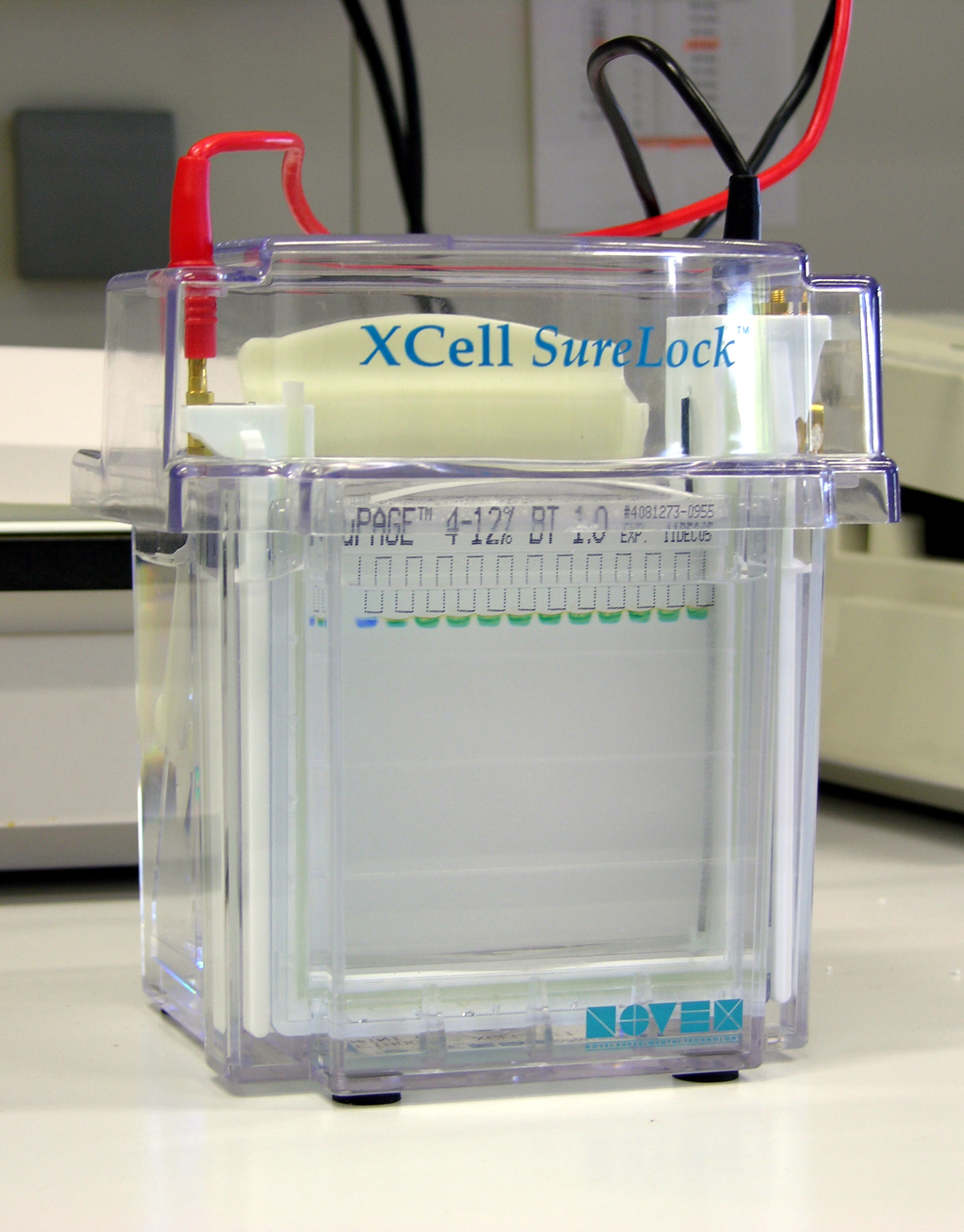
Aparat do pionowej elektroforezy żelowej

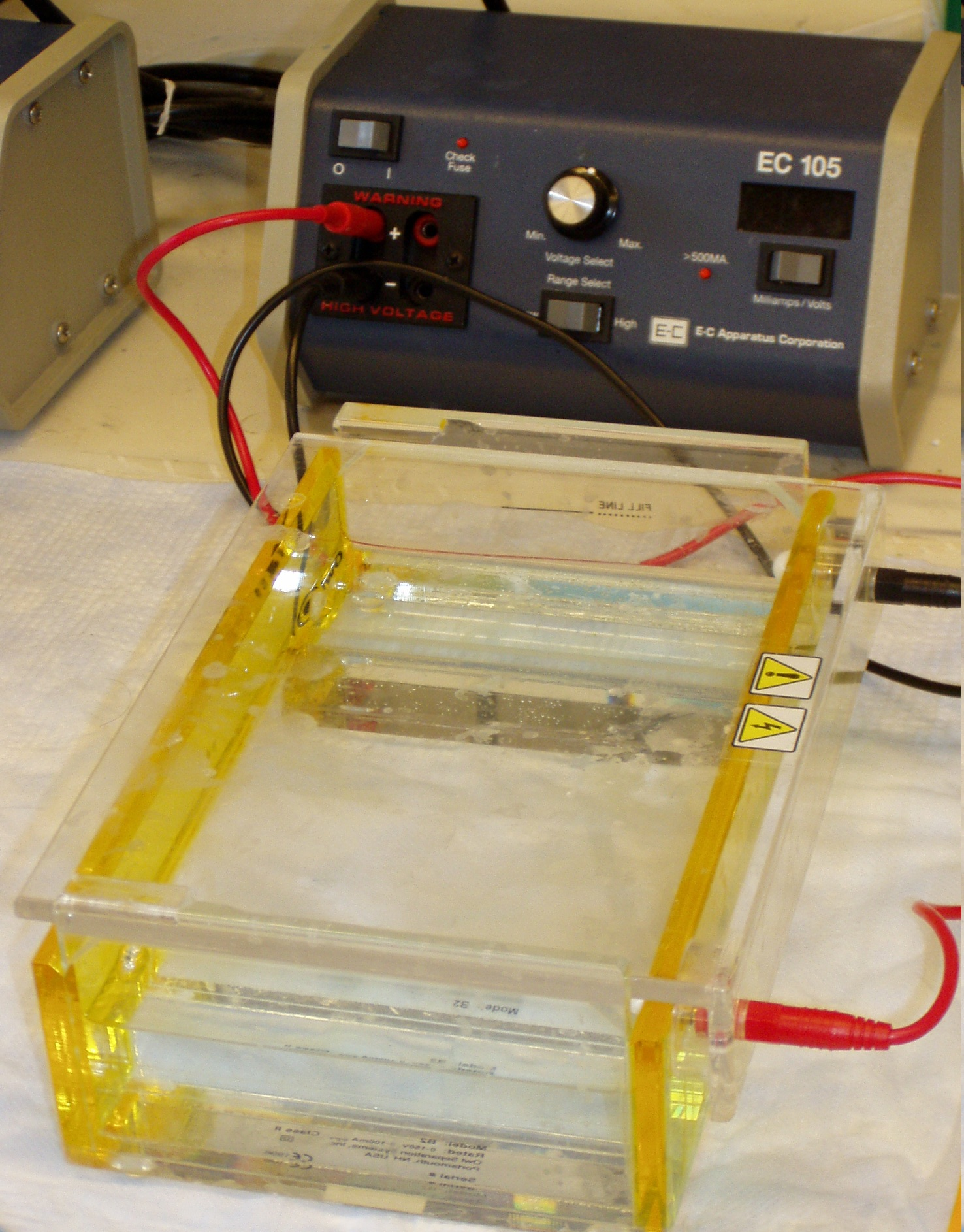
Aparat do poziomej elektroforezy żelowej

Elektroforeza – zjawisko elektrokinetyczne polegające na ruchu cząstek fazy rozproszonej w nieruchomej fazie rozpraszającej, pod wpływem pola elektrycznego. Ruch w kierunku anody nazywany jest anaforezą, a w kierunku katody – kataforezą.
Opisana po raz pierwszy w 1807 przez Aleksandra Reussa z Moskiewskiego Uniwersytetu Państwowego, który zaobserwował ruch cząstek gliny w wodzie po przyłożeniu do niej napięcia elektrycznego. Umieścił on na dnie szklanej tuby wypełnionej wodą, warstwę mokrej gliny, oddzielonej od wody warstwą piasku. Po przyłożeniu napięcia, woda zaczęła mętnieć od przedostających się przez piasek cząstek gliny.
W 1870 równanie elektroforezy podał Herman von Helmholtz. W 1900 William Hardy opisał ruchliwość {\displaystyle U} cząstek rozproszonych (koloidu) w ośrodku wzorem:
{\displaystyle U\left[\mathrm {\frac {cm^{2}}{(Vs)}} \right]={\frac {D\zeta }{4\pi \eta }}f}
gdzie: {\displaystyle D} – stała dielektryczna, {\displaystyle \zeta } – potencjał elektrokinetyczny, {\displaystyle \eta } – lepkość ośrodka, {\displaystyle f} – współczynnik charakteryzujący rozmiar cząstek koloidalnych.

## Wykorzystanie
Elektroforeza jest szeroko wykorzystywana jako technika analityczna, rzadziej preparatywna, w chemii i biologii molekularnej, zwłaszcza w genetyce. Jej istotą jest rozdzielenie mieszaniny związków chemicznych na możliwie jednorodne frakcje przez wymuszanie wędrówki ich cząsteczek w polu elektrycznym. Jako pierwszy w biochemii, do oddzielenia białek z surowicy krwi, użył jej w 1908 Karl Landsteiner.
Cząsteczki różnych substancji różnią się zwykle ruchliwością elektroforetyczną. Parametr ten jest w przybliżeniu wprost proporcjonalny do ładunku elektrycznego cząsteczki i odwrotnie proporcjonalny do jej wielkości. Zależy także od kształtu cząsteczki.
Istnieje wiele wariantów tej techniki. W zależności od ośrodka, w którym następuje rozdział, wyróżnić można elektroforezę bibułową (dziś już przestarzałą i praktycznie niestosowaną), żelową i kapilarną.

### Elektroforeza żelowa
W elektroforezie żelowej ośrodkiem, w którym przemieszczają się badane substancje, jest żel elektroforetyczny sporządzony z agarozy, poliakrylamidu, agaru lub skrobi (metoda historyczna), uformowany w płytkę o długości od kilkunastu do kilkudziesięciu centymetrów i grubości od ułamka do kilku milimetrów (w rzadszej elektroforezie dyskowej jest to słupek). Analizowaną mieszaninę nanosi się do tak zwanej studzienki, czyli zagłębienia w żelu na skraju płytki. Próbka rozpuszczona jest z reguły w roztworze o większej gęstości (na przykład w stężonym roztworze formamidu), dzięki czemu opada na dno studzienki, a po włączeniu zasilania migruje do żelu jako wąski prążek. W zależności od techniki, cały żel lub jego końce zanurzone są w przewodzącym prąd roztworze buforowym. Wzdłuż krawędzi żelu, zwykle na dwóch przeciwległych bokach płytki, biegną elektrody, do których przykłada się stałe lub asymetryczne pulsujące napięcie elektryczne o wartości od 50 do 3000 woltów. Ze względu na zróżnicowaną mobilność elektroforetyczną ruchliwsze (zazwyczaj mniejsze) cząsteczki oddalają się szybciej od miejsca naniesienia próbki. Przebieg elektroforezy można monitorować, nanosząc (na osobnych ścieżkach lub razem z preparatem) specjalne barwniki (tak zwane markery) o znanej mobilności elektroforetycznej.

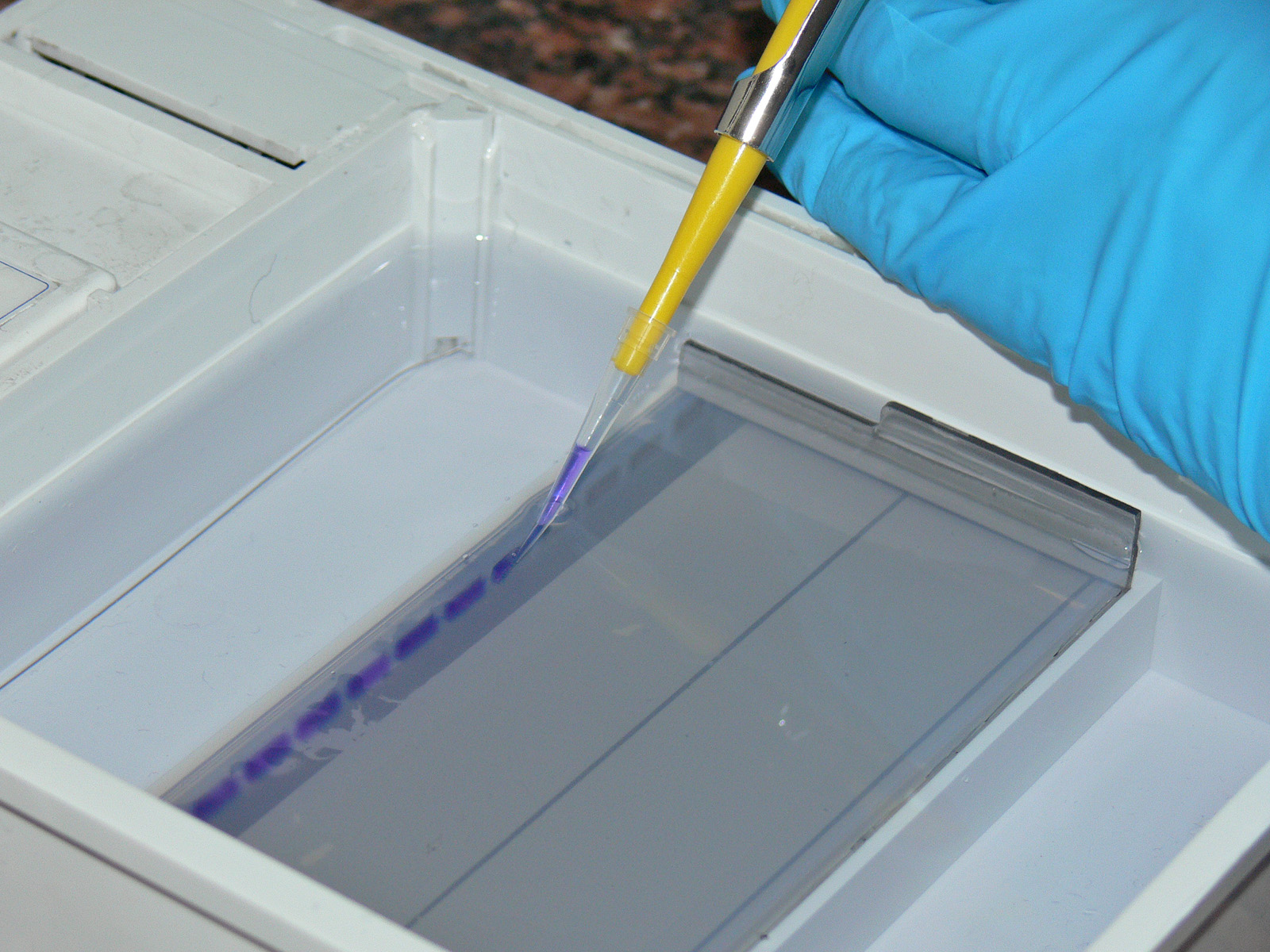
Umieszczanie mieszaniny do elektroforezy w studzienkach

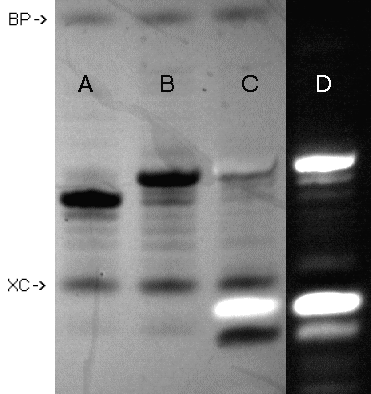
Fragment żelu poliakrylamidowego z oligonukleotydami analizowanymi w świetle UV. Elektroforeza przebiegała od góry ku dołowi. Poszczególne ścieżki obrazują proces przyłączania fluoroforu, co zmieniało mobilność oligomerów i ich właściwości spektroskopowe.
BP, XC – markery długości
Ścieżki A–C: absorpcja przy 254 nm
D: fluorescencja przy 366 nm

Po zakończeniu procesu żel wydobywa się z aparatu i analizuje przez wybarwienie lub obserwację absorpcji światła (zwykle nadfioletowego) przez żel. Wizualizację elektroforegramów preparatów znakowanych izotopowo uzyskuje się przez zaczernienie kliszy fotograficznej (autoradiogram). W przypadku technik preparatywnych obszary żelu zawierające pożądany produkt wycina się i poddaje procesowi elucji.
Elektroforezę najczęściej stosuje się do rozdzielania DNA, RNA lub białek wyekstrahowanych z komórek lub syntetycznych. Ma ona też zastosowanie jako jedna z technik pomiaru masy cząsteczkowej i badania polidyspersji polimerów syntetycznych.
Jeśli badaczowi zależy na ograniczeniu wpływu kształtu cząsteczek na szybkość ich migracji elektroforetycznej i ściślejszym powiązaniu ich ruchliwości z masą cząsteczkową, może badane substancje poddać denaturacji, na przykład detergentem dodecylosiarczanem sodu (w przypadku denaturacji białek), albo mocznikiem (w przypadku denaturacji DNA lub białek).
Z poziomu molekularnego elektroforeza polega na ukierunkowanym przesuwaniu analizowanych cząsteczek przez prąd i ich interakcji z fazą stałą żelu, która w tej cząsteczkowej skali wygląda jak sieć przestrzenna. Bardziej ruchliwe są mniejsze cząsteczki, bo łatwiej się przeciskają przez tę sieć, natomiast większe się opóźniają. Prąd impulsowy uruchamia te, które „utknęły” po drodze, i daje lepszej jakości rozdział.
Przykładowe barwniki do monitorowania przebiegu elektroforezy:
- błękit bromofenolowy (BP)
- cyjanol ksylenowy (XC)
- oranż G

Przykładowe substancje wybarwiające DNA:

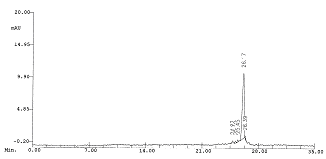
Elektroforegram CE syntetycznego oligonukleotydu

- bromek etydyny
- GelRed
- srebro
- stains-all

### Elektroforeza kapilarna
Elektroforeza kapilarna (CE, od ang. capillary electrophoresis), zwana też elektroforezą w wolnym buforze, służy najczęściej do rozdziału niewielkich cząsteczek (podobnie jak wysokosprawna chromatografia cieczowa). Technika ta umożliwia rozdzielanie anionów i kationów soli organicznych i nieorganicznych; jest także często stosowana w biologii molekularnej do analizy DNA, znacznie rzadziej do rozdziału peptydów.
Rozdział mieszanin prowadzi się w cienkiej (średnica wewnętrzna 25–100 µm) i długiej (0,5–1 m) kapilarze kwarcowej, przypominającej wyglądem światłowód. Kapilara ta wypełniana jest buforem rozdzielającym (inaczej separacyjnym). Próbkę wprowadza się do wlotu kapilary, po czym przykłada do niej wysokie napięcie elektryczne (do 30 kilowoltów). U wylotu kapilary zamontowany jest detektor rejestrujący wychodzenie z rurki kolejnych związków chemicznych. Bufor płynie przez kapilarę ze stałą szybkością w stronę jednej z elektrod (dla układu wodnego jest to zwykle katoda).
Odmianą elektroforezy kapilarnej jest micelarna chromatografia elektrokinetyczna (MEKC, od ang. micellar electrokinetic chromatography). Przy technice tej w buforze znajduje się rozpuszczony detergent jonowy (na przykład dodecylosiarczan sodu) w takim stężeniu, aby powstała trwała emulsja. W skład tej emulsji wchodzą micele, które są hydrofobowe wewnątrz i naładowane elektrycznie na swojej powierzchni.
Micele te, wraz z zamkniętymi wewnątrz nich cząsteczkami związków chemicznych tworzących analizowaną mieszaninę, dzięki swemu ładunkowi poruszają się z inną prędkością niż reszta buforu. Pozwala to rozdzielać związki chemiczne nieprzyjmujące ładunku elektrycznego nawet po przyłożeniu dużego napięcia. Metoda ta umożliwia rozdział i analizę niemal wszystkich substancji rozpuszczalnych w wodzie.